# Schenkenfelden
Schenkenfelden es un municipio situado en el distrito de Urfahr-Umgebung, en el estado de Alta Austria, Austria. Tiene una población estimada, a inicios de 2023, de 1650 habitantes.
Está ubicado al norte del estado, cerca de la frontera con República Checa y a poca distancia al norte del río Danubio y de la ciudad de Linz —la capital del estado—.